# Jimmy Jones (cầu thủ bóng đá, sinh năm 1876)
Thomas James Jones (sinh ngày 1876) là một cầu thủ bóng đá người Anh thi đấu ở Football League cho Stoke.

## Sự nghiệp
Jones sinh ra ở Newcastle-Under-Lyme và từng thi đấu cho đội bóng nghiệp dư Newcastle Swifts và Congleton Hornets trước khi gia nhập Stoke vào tháng 11 năm 1898. Ông thi đấu ở vị trí tiền đạo và phải đến ba trận cuối cùng của mùa giải 1899-1900 trước khi ông ghi được 5 bàn thắng. Ông chuyển sang vị trí outside left mùa giải 1900-01 nhưng vào tháng 1 năm 1901 ông mất suất cho Len Benbow và quyết định sang Crewe Alexandra.

## Thống kê sự nghiệp
Nguồn:
| Câu lạc bộ          | Mùa giải            | Hạng đấu            | Giải quốc nội | Giải quốc nội | Cúp FA  | Cúp FA    | Tổng    | Tổng      |
| Câu lạc bộ          | Mùa giải            | Hạng đấu            | Số trận       | Bàn thắng     | Số trận | Bàn thắng | Số trận | Bàn thắng |
| ------------------- | ------------------- | ------------------- | ------------- | ------------- | ------- | --------- | ------- | --------- |
| Stoke               | 1899-1900           | First Division      | 14            | 5             | 2       | 0         | 16      | 5         |
| Stoke               | 1900-01             | First Division      | 12            | 4             | 1       | 0         | 13      | 4         |
| Tổng cộng sự nghiệp | Tổng cộng sự nghiệp | Tổng cộng sự nghiệp | 26            | 9             | 3       | 0         | 29      | 9         |